# 30767 Кріскрафт
30767 Кріскрафт (30767 Chriskraft) — астероїд головного поясу, відкритий 6 листопада 1983 року.
Тіссеранів параметр щодо Юпітера — 3,373.